# Chemin de fer Saint-Pétersbourg-Varsovie
 (septembre 2021).
Si vous disposez d'ouvrages ou d'articles de référence ou si vous connaissez des sites web de qualité traitant du thème abordé ici, merci de compléter l'article en donnant les références utiles à sa vérifiabilité et en les liant à la section « Notes et références ».
Le Chemin de fer Saint-Pétersbourg-Varsovie ((ru) : Санкт-Петербурго-Варшавская железная дорога) est une ligne ferroviaire qui relie Saint-Pétersbourg (Russie) à Varsovie (Pologne).
Il s'agit d'un chemin de fer russe de 1 333 km construit au XIXe siècle reliant la Russie à l'Europe centrale. À l'origine, tout le chemin de fer se situe dans l'Empire russe, comme Varsovie était sous une partition russe de la Pologne. En raison de changements territoriaux, la ligne se situe désormais dans cinq pays et traverse trois fois la frontière orientale de l'Union européenne. Par conséquent, aucun train de voyageurs ne suit l'intégralité du trajet. Le parcours actuel en train de voyageurs entre Saint-Pétersbourg et Varsovie passe plutôt par Brest (Biélorussie).

## Historique
En février 1851, le gouvernement tsariste de Russie prend la décision de construire la ligne ferroviaire Saint-Pétersbourg-Varsovie d'une longueur d'environ 1 250 kilomètres. Il est construit à la jauge russe. La construction est achevée en 1862.
La première section du chemin de fer est achevée en 1853 entre Saint-Pétersbourg et Gatchina, avec un service ferroviaire régulier quotidien commencé le 31 octobre 1853. Le 19 juillet 1858, le premier train arrive à Pskov.
En mai 1858, la construction débute près de Vilnius sur le premier tronçon de 19 kilomètres. Le 1er mai 1859, les travaux de terrassement commence le long de toute la route Daugavpils–Vilnius–Lentvaris–Kaunas–Kybartai. La fin de l'été 1860 marque la fin de la construction du chemin de fer Ostrov-Daugavpils-Vilnius. Le premier train de Daugavpils arrive à Vilnius le 16 septembre 1860. En 1861, cette branche est achevée à la frontière prussienne, et entre la gare de Verzhbolovo à Kybartai et Eydtkuhnen en Prusse (maintenant Tchernychevskoïe dans l'oblast russe de Kaliningrad) la première jonction entre la jauge russe et des systèmes ferroviaires à écartement standard ont été construits, avec des rails dans les deux écartements entre les gares frontalières.
La construction de la section de Lentvaris à Varsovie est achevée le 15 décembre 1862.
Les premières locomotives du chemin de fer Saint-Pétersbourg-Varsovie sont achetées en Angleterre, en France et en Belgique. C'étaient des 0-6-0 de classe "G" à deux cylindres. Ils sont produits à Manchester en 1857, à Paris en 1860 et en Belgique en 1862. Leur poids est de 30 à 32 tonnes.
La partie entre Vilnius et Varsovie est reconstruite à l'écartement standard dans les années 1920, lorsque cette zone appartenait à la Pologne. Le chemin de fer es en partie détruit pendant les deux guerres mondiales.
La section de la ligne entre Zielonka et Białystok fait aujourd'hui partie de Rail Baltica. Depuis 2014, la ligne est en cours de modernisation pour permettre à terme aux trains de voyageurs de circuler à 200 km/h (125 mph) et aux trains de marchandises à 120 km/h (75 mph), les travaux comprennent le renouvellement des voies et des caténaires, le remplacement des passages à niveau par des tunnels ou viaducs et installation de l'ETCS niveau 2.